# 塞拉利昂
塞拉利昂共和国（英語：Republic of Sierra Leone），通稱獅子山（英語：Sierra Leone），位于西非大西洋岸，北部及东部被几内亚包圍、东南与利比里亚接壤，首都弗里敦。

## 中文译名
“Sierra Leone”一词，《海国图志》意译为狮山，徐继畬《瀛寰志略》则音译成塞拉勒窝内，并为日后的中华人民共和国政府沿用，直至1974年9月1日后才改为“塞拉利昂”，並在內地及港澳地區使用至今。台湾地區则沿袭葡萄牙語的語源，意译为“獅子山”。

## 歷史

### 早期
據考古學家考察塞拉利昂有至少兩千五百年連續不斷的人類居住史，居民來自非洲其他地區。9世紀時開始學會用鐵，公元1000年左右沿海部落的居民開始種植作物，出現農業。
塞拉利昂氣候濕熱，佈滿了雨林和沼澤，難以通行。而大量的攜帶致命病菌的采采蠅更是當地曼丁哥人牛馬等牲畜的噩夢。因此難以征服。馬里帝國伊斯蘭教的影響力在這裡也就顯得很微弱。直到18世紀蘇蘇帝國的商人和移民者才將伊斯蘭教在這裡廣泛傳播開來。

### 殖民地
1462年葡萄牙探險家首先踏足此地，並將弗里敦港口周圍的山脈命名為“Serra de Leôa”，意思是“母獅的山”。時至今日，仍有人將此國稱為「獅子山」。意大利文記作“Sierra Leone”，後用此名作國名。其後，本地一直都是歐洲奴隸的供應來源地。1787年，在廢奴主義者的壓力下，於現在首都自由城建市，以供原來準備販賣往倫敦工作的奴隸生活。
1808年，塞拉利昂沿海地区成為英國殖民地，1896年沦为英“保护地”，直到20世纪中期的全球去殖民化運動開始為止。

### 獨立
1961年4月27日，塞拉利昂宣告獨立，但仍留在英联邦内，奉英女皇為國家元首。首位首相由米尔顿·马尔盖（Milton Margai）爵士出任。
1971年4月19日，塞拉利昂透過修憲改制為共和國，史蒂文斯出任总统。1978年公民投票通过新憲法，使塞拉利昂成為一黨制共和国。在1985年大选中，武装部队司令莫莫少将当选总统。莫莫执政后期，塞通过修宪完成了一党制向多党制政体的转变。1991年，福迪·桑科领导的革命聯合陣線发动反对政府統治的叛乱，內戰爆發。塞拉利昂內戰造成數以萬計的人民死亡及超過二百萬人（相當於超過三分一國民人口）流離失所，這些失去家園的人民變成了鄰國的難民。1997年5月25日發生的一次政變中，當時的總統艾哈迈德·泰詹·卡巴被軍隊少校约翰尼·保罗·科罗马所取替，但後來卡巴總統再次復職。1999年11月，联合国向塞拉利昂部署维和行动。2002年1月，塞拉利昂内战结束。5月，卡巴在大选中获胜蝉联。2005年12月，联合国撤出驻塞拉利昂维和部队，成立联合国驻塞拉利昂综合办事处（2008年10月更名为建设和平综合办事处，简称“联塞拉利昂建和办”），继续向塞拉利昂提供防务和发展方面的帮助。
2007年8月11日，总统和议会选举。埃内斯特·巴伊·科罗马和所罗门·贝雷瓦进入总统选举第二轮投票。9月8日，总统选举第二轮投票。科罗马当选总统。

## 地理

### 地形
塞拉利昂境内大部是丘陵、高原，地势东高西低，一般海拔300－600米，最高峰为洛马山脉（Loma Mt.）海拔1945米的洛馬曼薩山；沿岸多低地、沙洲和澙湖。

### 气候
热带季風气候，7、8月降水最多，多雷暴雨；年降水量内陆在1000毫米以上，沿海达3000－4000毫米。

## 行政區劃

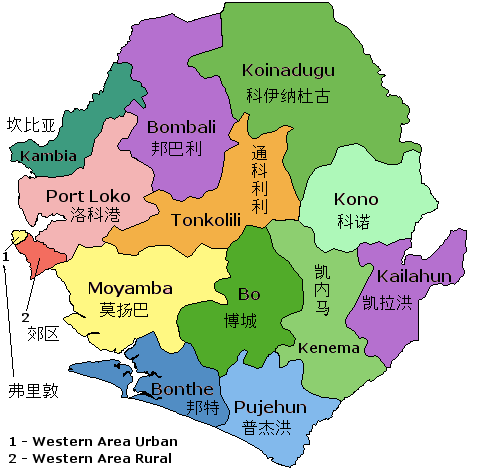
塞拉利昂行政区划

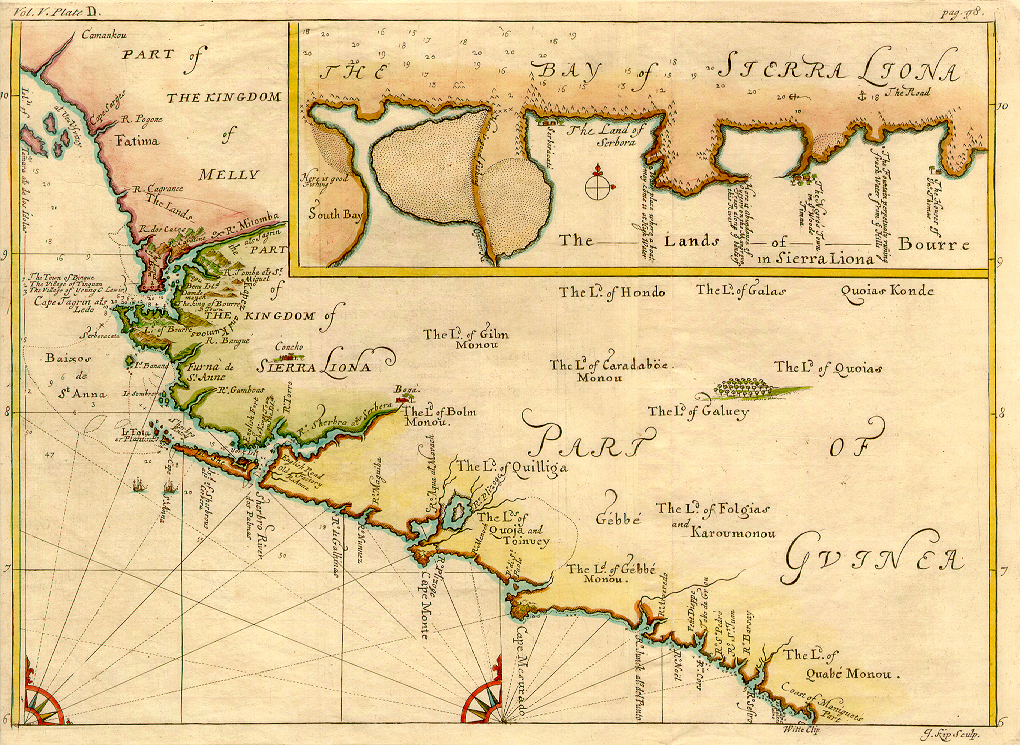
1732年的殖民地圖

獅子山共和國行政區劃至2018年全國分為4個省（Province）和1個區域（Area）。4個省下設有16個區（District）；1個域區之下設有2個行政區（District）。

## 人口
塞拉利昂國內共有18個種族，其中人口最多的是曼德族（Mende）及譚姆恩族（Temne），兩族約佔全國30%人口。曼德族主要居住於南部地區，而譚姆恩族則聚集於北部和中部地區。林姆巴族占8.4%人口；由英、美移入的“自由”黑人后裔克里奥尔人占10%人口。
塞拉利昂約有60%的人民信仰伊斯蘭教，30%信仰基督教，10%信仰傳統宗教或其他宗教。獅子山各宗教間能夠和平共處，未如鄰近各國般時常出現宗教衝突。

## 经济
塞拉利昂人民生活水平低下，是全世界最贫穷的國家之一，无论是购买能力、健康长寿或是受教育程度都是世界后列，建设更是严重不足。
由於礦產豐富，塞拉利昂的經濟主要依賴礦業，尤其鑽礦業占了很大分量。其中最為世人所知的是從塞拉利昂開採的血鑽石以高價售出。
在1970以及1980年代的早期，由於礦業中心城市的衰落以及政府日益严重的貪污，經濟成長率緩慢。到了1990年代，經濟活動更加衰落，經濟結構與水準也更为退步。在這十幾年之中大部分的經濟活動都因內戰而崩潰。在2002年1月戰爭到達尾聲，大量的外國援助湧入幫助塞拉利昂的重建。而最主要能使塞拉利昂經濟重新復甦的關鍵將是未來政府能否有效地減少貪腐，尤其大多數人都認為內戰是因領導者而起的。政府能否成功地管理鑽礦中心，對於經濟發展十分重要。

## 教育

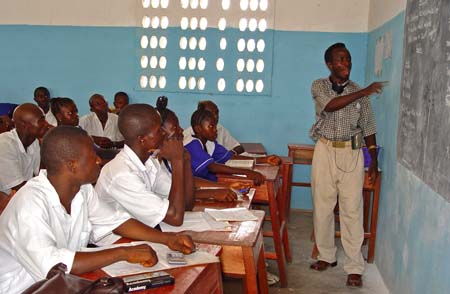
凯拉洪区彭登布的中學

塞拉利昂小學一至六年級和初中的三個年級按法律規定應當實施義務教育，但因為該國師資力量短缺而常常無法實現。該國成人有三分之一都是文盲。塞拉利昂內戰對教育系統造成了嚴重破壞，共1,270所小學在內戰中被毀。2001年該國67%的兒童沒有入學。在2001年至2005年間，戰爭結束後的塞拉利昂小學數量翻倍，情形得以改善。
塞拉利昂高等教育機構不多，1827年建立的弗拉灣學院为该国最早的大学。此外，该国亦有2005年獲得大學資格的恩加拉大學、2009年獲得大學資格的馬卡尼大學以及由马来西亚林国荣创意科技大学创办的弗里敦分校。

## 外部連結
政府
- The Republic of Sierra Leone official government site
- Chief of State and Cabinet Members
- Ministry of Mineral Resources （页面存档备份，存于） official government minerals site

概况
- Country Profile （页面存档备份，存于） from BBC News
- 《世界概况》上有关Sierra Leone的条目
- Sierra Leone from UCB Libraries GovPubs
- 中的“塞拉利昂”
- 維基媒體的塞拉利昂地圖集
- OpenStreetMap上有關塞拉利昂的地理
- Development Assistance Coordination Office: Sierra Leone Encyclopedia 2008
- Key Development Forecasts for Sierra Leone （页面存档备份，存于） from International Futures

媒体
- Awareness Times Newspaper
- The New People （页面存档备份，存于） The New People Newspaper
- Sierra Eye Sierra Leone News Portal
- News headline links （页面存档备份，存于） from AllAfrica.com
- Sierra Leone News & Blog （页面存档备份，存于） Current Sierra Leone News & Blog
- Sierra Leone world News headline, information and analysis

旅游
- National Tourist Board of Sierra Leone official site
- 维基导游上有關塞拉利昂的旅行指南

电信
- Sierra Leone telecom

其他
- Friends of Sierra Leone （页面存档备份，存于）
- Masanga Grace's Fund for Masanga Hospital
- Schools for Salone （页面存档备份，存于） non-profit dedicated to rebuilding schools
- ENCISS （页面存档备份，存于） civil society and governance
- Aisha's Eye on Sierra Leone a photo documentary
- The Auradicals Club Student Club in Fourah Bay College
- Sierra Leone Web （页面存档备份，存于）
- Sweet Salone （页面存档备份，存于） 2008 film on new music in Sierra Leone
- War Crimes Trials in Sierra Leone
- Hurrarc – Human Rights Respect Awareness Raising Campaigners – Sierra Leone Ngo
- Environmental Justice Foundation's report on pirate fishing in Sierra Leone
- （英文）拜訪獅子山 （页面存档备份，存于）